# Chlorophorus interneconnexus
Chlorophorus interneconnexus är en skalbaggsart som beskrevs av Maurice Pic 1925. Chlorophorus interneconnexus ingår i släktet Chlorophorus och familjen långhorningar. Inga underarter finns listade i Catalogue of Life.